# O'Plérou
O'Plérou Luc Denis Grebet (Abiyán, 7 de noviembre de 1997) es un artista, ilustrador y diseñador gráfico marfileño, conocido por la creación de más de 365  emojis que retratan la cultura africana.

## Biografía
Nació el 7 de noviembre de 1997, en Abiyán, Costa de Marfil. Frecuentemente dibuje para pasar el tiempo cuando era un niño. O'Plérou vaya a la Escuela de Bellas Artes de Abiyán durante un año, y entonces estudiado diseño gráfico en el Instituto de Ciencias y Técnicas de Comunicación.

### Proyecto Zouzoukwa
En septiembre de 2017, O'Plérou aprendió cómo hacer emojis mirando un tutorial en Youtube. Comenzado su proyecto Zouzoukwa el 1º de enero de 2018, y publicado todos los días un nuevo emoji sobre África  en Instagram hasta el fin del año. Su objetivo principal era de compartir la cultura africana con el mundo a través de las redes sociales. Dentro de la primera semana de empezar este proyecto,  obtenga 2,000 nuevos seguidores.
En diciembre de 2018, O'Plérou añado todo los 365 emojis en una aplicación para hacer su emojis utilizables cómo pegatinas en WhatsApp y iMessage.
Gane para su proyecto el Premio del Joven Talento durante los Días de la Comunicación Digital en África (Adicom Días) en Abiyán, Costa de Marfil, el lugar de encuentro de los actores digitales en la África francófona. En el proceso, colaboró con el canal francés Canal+, que utiliza algunos de sus emoticones "made in Ivo" en las redes sociales durante la Copa Mundial de fútbol en junio y julio . Colaboró con una marca de ropa y accesorios de Costa de Marfil, Imalk Concept, con sus emojis en bolsas de mano.